# Pëtr Dubrov
Pëtr Valer'evič Dubrov (in russo: Пётр Валерьевич Дубров; Chabarovsk, 30 gennaio 1978) è un cosmonauta russo.
Tra il 2021 e il 2022 ha partecipato alla missione di un anno Sojuz MS-18/19 (Expedition 65/66).

## Biografia

### Istruzione e primi lavori
Nel 1999 si laureò come ingegnere informatico e dei sistemi automatizzati presso l'Istituto di tecnologia informatica dell'Università statale di tecnologia di Chabarovsk. Dal 2002 fino alla selezione di cosmonauta lavorò come ingegnere informatico in diverse società russe.

### Carriera come cosmonauta
A ottobre 2012 venne selezionato come candidato cosmonauta del Gruppo Roscosmos 16 di Roscosmos, iniziando l'addestramento generale dello spazio al Centro di addestramento cosmonauti Jurij Gagarin (GCTC) il 30 ottobre dello stesso anno. Dopo due anni di addestramento, il 5 giugno 2014 superò l'esame finale, venendo qualificato come cosmonauta collaudatore pochi giorni dopo. Durante la continuazione dell'addestramento, partecipò a vari addestramenti, tra cui nel 2014 all'addestramento di sopravvivenza di 48 ore nel deserto a Bajkonur, l'addestramento di paracadutismo di tre settimane nella Repubblica del Tatarstan e l'addestramento di sopravvivenza delle montagne nel distretto di Tuapse). Nell'estate 2018 prese parte all'addestramento Osservazioni visive strumentali (VIN) della Terra, addestramento usato per abituare i cosmonauti ad identificare gli obiettivi fotografici dalle alte altitudini. L'addestramento venne svolto a bordo di un Tu-134LK del GCTC sopra la Siberia orientale, dell'Estremo oriente, Sachalin e Kamčatka.

#### Expedition 65/66
Il 24 agosto 2019 venne assegnato all'equipaggio di riserva della Sojuz MS-18 con Oleg Novickij. Il 9 maggio 2020 insieme a Novickij come equipaggio di riserva della Sojuz MS-17 iniziò l'addestramento al Johnson Space Center (JSC) della NASA. A causa della pandemia del COVID-19, non poté usare i voli di linea usuali e perciò la NASA fece arrivare un aereo a Mosca e poi a Colonia per prelevare i cosmonauti e gli astronauti europei che avrebbero preso parte all'addestramento di due mesi al JSC tra maggio e luglio 2020.
Il 9 aprile 2021 partì per la sua prima missione spaziale a bordo della Sojuz MS-18 (Expedition 65), arrivando sulla Stazione Spaziale Internazionale tre ore dopo il lancio. Nel settembre 2021 la missione è stata estesa anche per l'Expedition 66 per permettere ai partecipanti al volo della Sojuz MS-19 di trascorrere un breve periodo sulla ISS per girare un film. Tornò sulla Terra a bordo della Sojuz MS-19 il 30 marzo 2022, trascorrendo un anno continuativo nello spazio.

## Vita privata
È un appassionato di paracadutismo. È un membro della Federazione russa di paracadutisti e faceva parte della squadra paracadutisti "Touching the Sky" della regione di Mosca.